# Административно деление на Казахстан
Административното деление на Казахстан към 1 юли 2022 г. е както следва:
- области – 17;
- административни райони – 170;
- градове – 89, включително:
  - с републиканско значение – 3 (Астана, Алмати и Шимкент),
  - с областно значение – 38,
  - с районно значение – 48;
- градски райони – 29;
- селища от градски тип – 110;
- град Байконур (заедно с космодрума Байконур), разположен на територията на Къзълординска област, отдаден под аренда на Русия до 2050 година.

## Актуално деление
Към 2022 година Казахстан е разделен на 17 области, 3 града с республиканско значение. На 16 март 2022 г. президентът Касъм-Жомарт Токаев обявява, че сe създават три нови области: Абайска, Улътауска и Жетъсуска област, с административни центрове Семей, Жезказган и Талдъкорган. Новите области са създадени чрез отделяне от Източноказахстанска, Карагандинска и Алматинска област, като на последната административният ѝ център е преместен от Талдъкорган в Конаев.
| ID | област               | име                 | административен център | площ (км²) | население (от 2009) | население (от 2022) |
| -- | -------------------- | ------------------- | ---------------------- | ---------- | ------------------- | ------------------- |
| 1  | област               | Западноказахстанска | Орал                   | 151 339    | 598 880             | 686 655             |
| 2  | област               | Атърауска           | Атърау                 | 118 631    | 510 377             | 689 674             |
| 3  | област               | Актобенска          | Актобе                 | 300 629    | 757 768             | 757 768             |
| 4  | област               | Костанайска         | Костанай               | 196 001    | 885 570             | 832 445             |
| 5  | област               | Северноказахстанска | Петропавловск          | 97 993     | 596 535             | 534 966             |
| 6  | област               | Акмолинска          | Кокшетау               | 146 219    | 737 495             | 786 012             |
| 7  | област               | Павлодарска         | Павлодар               | 124 800    | 742 475             | 754 829             |
| 8  | област               | Мангъстауска        | Актау                  | 165 642    | 485 392             | 761 401             |
| 9  | област               | Къзълординска       | Къзълорда              | 226 019    | 678 794             | 830 901             |
| 10 | област               | Улътауска           | Жезказган              | 188 900    | 223 664             | 221 014             |
| 11 | област               | Карагандинска       | Караганда              | 239 100    | 1118 036            | 1134 146            |
| 12 | област               | Абайска             | Семей                  | 185 500    | 654 423             | 610 183             |
| 13 | област               | Източноказахстанска | Уст Каменогорск        | 97 700     | 742 170             | 7308 181            |
| 14 | област               | Туркестанска        | Туркестан              | 116 100    | 1738 464            | 2110 502            |
| 15 | област               | Жамбълска           | Тараз                  | 144 264    | 1022 129            | 1215 482            |
| 16 | област               | Алматинска          | Конаев                 | 105 100    | 1103 237            | 1497 025            |
| 17 | област               | Жетъсуска           | Талдъкорган            | 118 500    | 620 593             | 698 952             |
| 18 | град                 | Астана              | Астана                 | 797        | 613 006             | 1 340 782           |
| 19 | град                 | Шъмкент             | Шъмкент                | 1163       | 730 873             | 1 184 113           |
| 20 | град                 | Алмати              | Алмати                 | 682        | 1 449 696           | 2 147 113           |
| 21 | град по руска аренда | Байконур            | Байконур               | 57         | 36 175              | 34 544              |

## История
| Уралска област       | Тургайска област      |
| Акмолинска област    | Семепалатинска област |
| Седмореченска област | Сърдаринска област    |
| Самаркандска област  | Ферганска област      |
| Хивинско ханство     | Бухарски емират       |
| Закаспийска област   |                       |

.

### Руска империя
Към началото на XX век територията на съвременен Казахстан е влизала в състава на седем области:
1. Закаспийска област
2. Уралска област
3. Тургайска област
4. Акмолинска област
5. Семепалатинска област
6. Сезмореченска област
7. Сърдаринска област

Букеевската Орда влизала в състава на Астраханска губерния

### Съветски период
- 1920 – Образувана е Киргизската АССР в състава на РСФСР със столица град Оренбург.
- 1925 – Киргизската АССР е преименувана на Казакска АССР с център град Кзъл-Орда.
- 1927 – Столицата на Казакската АССР е пренесена в град Алма-Ата.
- 1928 – Ликвидирани са всички губернии в Казакската АССР и територията ѝ е разделена на 13 окръга (Адаевски, Акмолински, Актюбински, Алма-Атински, Гуревски, Каркаралински, Кзъл-Ордински, Кустанайски, Павлодарски, Петропавловски (Кзъл-Джарски), Семипалатински, Сър-Дарински и Уралски).
- 1929 – Адаевски окръг е закрит.
- 1930 – Каракалпакската АО е изведена от състава на Казакската АССР и е подчинена непосредствено на РСФСР. Всички окръзи са ликвидирани.
- 1932 – Цялата територия около залива Кара Богаз Гол, влизащи дотогава в състава на Казакската АССР, са предадени в състава на Туркменската ССР[4].
- 1933 – Президиумът на ВЦИК утвърждава новото административно-териториално деление на Казакската АССР. Вместо съществуващите дотогава 6 области (Актюбинска, Алма-Атинска, Западноказахска, Източноказахска, Карагандинска и Южноказахска) страната е разделена на 123 района и 1 окръг (Гуревски)[5].
- 1934 – Участък от територията на страната на север е предаден към новообразуваната Оренбургска област. Образуван е Каркаралински окръг.
- 1936 – С приемането на новата Конституция на СССР през 1936 г. Казакската АССР е изведена от състава на РСФСР и е преобразувана в Казахска ССР и за да се избегне бъркането на казахите с казаците в Южна Русия е преименувана от Казакска на Казахска. Образувани са две нови области – Кустанайска и Североказахстанска област. Гуревски и Каркаралински окръзи са закрити.
- 1938 – Образувани са Гуревска, Кзъл-Ординска и Павлодарска област.
- 1939 – Образувани са Акмолинска, Джамбулска и Семипалатинска област.
- 1944 – Образувани са Кокчетавска и Талдъ-Курганска област.
- 1959 – Талдъ-Курганска област е закрита.
- 1960 – Акмолинска област е закрита.
- 1961 – Акмолинска област е възстановена под името Целиноградска област.
- 1962 – Западноказахстанска област е преименувана на Уралска област, а Южноказахстанска област – на Чимкентска област. Образувани са 3 края: Западноказахстански край (Актюбинска, Гуревска и Уралска област); Целинен край (Кокчетавска, Кустанайска, Павлодарска, Североказахстанска и Целиноградска област); Южноказахстански край (Джамбулска, Кзъл-Ординска и Чимкентска област).
- 1964 – Трите края са закрити.
- 1967 – Възстановена е Талдъ-Курганска област.
- 1970 – Образувана е Тургайска област.
- 1973 – Образувани са Джезказганска и Мангишлакска област.
- 1988 – Мангишлакска и Тургайска области са закрити.
- 1990 – Възстановени са Тургайска и Мангишлакска област.

### Постсъветски период
- 1991 – Провъзгласена е независимостта на Казахстан
- 1992 – Гуревска област е преименувана на Атърауска, Целиноградска – на Акморинска, Алма-Атинска – на Алматинска, Уралска – на Западноказахстанска и Чимкентска – на Южноказахстанска.
- 1993 – Джамбулска област е преименувана на Жамбълска, Кокчетавска – на Кокшетауска, Талдъ-Курганска – на Талдъкорганска.
- 1995 – Джезказганска област е преименувана на Жезказганска област.
- 1996 – Кзъл-Ординска област е преимунувана на Къзълординска, а Кустанайска – на Костанайска област
- 1997 – Закрити са Жезказганска, Кокшетауска, Семепалатинска, Талдъкорганска и Тургайска области. Изменени са границите на някои областни райони. Столицата на Казахстан е пренесена в град Акмола
- 1998 – Град Акмола – столицата на Казахстан е преименувана на Астана[6].
- 1999 – Част от районите на Североказахстанска област (с град Кокшетау) са предадени на Акмолинска област, а областният център на Акмолинска област и преместен от Астана в Кокшетау.
- 2001 – Областният център на Алматинска област е преместен в град Талдъкорган.
- 2018 – Град Шимкент е отделен от Южноказахстанска област, даден му е статут на град с републиканско значение, областният център е преместен в град Туркестан, а Южноказахстанска област е преименувана на Туркестанска област.
- 2019 – Столицата Астана е преименувана на Нур Султан.[7]
- 2022 – На столицата е върнато предишното име Астана.[8]
- 2022 – Образувани са 3 нови области: Абайска, Улътауска и Жетъсуска, с административни центрове в градовете Семей, Жезказган и Талдъкорган. Новите области са създадени чрез отделяне от Източноказахстанска, Карагандинска и Алматинска област, като на последната административният ѝ център е преместен от Талдъкорган в Конаев.